# Amazonides dividens
Amazonides dividens là một loài bướm đêm trong họ Noctuidae.